# 長野誠
長野誠（日语：／ Nagano Makoto，1972年3月30日—），日本宮崎縣延岡市人，身高162公分，體重64公斤。職業是漁夫，同時是「第50金比羅丸」漁船的船長。他是日本的體能競賽明星，名列TBS電視台所製作的極限體能王SASUKE節目的極限體能王全明星中的一員，也是該節目史上第二位完成全破所有關卡的選手。

## 人物
長野誠是個一年之中有300天以上在海上生活的漁夫。因為被山田勝己的奮戰精神所感動而決定報名參加極限體能王。他在漁船的個人寢室裡，把山田的照片貼在家族照片旁。同時，他和山田一樣在自己家中製作挑戰失敗的關卡反覆練習，被稱為「山田第二」。
長野平時在漁船上進行各種練習，在不繫安全繩的情況下，於桅杆等高處練習倒立、仰臥起坐，乃至於雙手抓住桅杆，然後整個人打橫像鯉魚旗一樣。同時也在船上針對「人體支架」和「巔峰戰士」等關卡進行特訓。他並沒有特別的運動經驗，但節目製作單位曾為他進行體適能測驗，發現和奧運等級的一流運動員無分軒輊。
一方面持續參加極限體能王，個人事業也有進展，從一介漁夫而成為「第28金比羅丸」漁船的船長。他在第17回大會完成第二位全破所有關卡的壯舉。最初家人反對他參加SASUKE，但隨著他的優異表現，家人們也逐漸開始認同。
2009年結婚，在該年3月舉辦的第22回大會有播出一小段長野誠和他太太的結婚影片。
2012年，新的漁船舉行了下水式，長野成為了「第50金比羅丸」漁船的船長。

## 特徵
長野每次都能以令人驚訝的神速通過第一舞台。曾經有多次以剩下10秒以上的時間通過第一舞台，甚至有一次剩下30秒。並且數度以當屆最快速度通過第一舞台，經常與竹田敏浩比快。一直到第17回大會為止，只要進入第三舞台，就不曾在「巔峰戰士」關卡前失手，通常都能夠闖到最終舞台。
他雖然期待和山田勝己一起闖入第三舞台，這樣的夢想一次也未達成。山田在第9、11、12回大會都在第二舞台就遭到淘汰。第10回時山田闖進第三舞台，但長野在第一舞台就出局了。從第14回以後，山田就不曾再通過第一舞台。附帶說明，在長野參賽的第7回大會以前，山田通過第一舞台的戰績是100%。
長野在第11～13回大會連續闖入最終舞台，第12回大會更是在最終舞台因為不慎繩子搖晃了一下，以超過0.11秒的極些微差距按下按鈕未能過關。記者在終點高台上詢問他是否要看看底下的風景，長野以並未過關為由拒絕；後來在第17回大會終於挑戰成功，成為極限體能王史上第二位全破者。記者再度邀請他俯瞰極限體能王的全部關卡，並詢問他看到了什麼。長野百感交集地觀看之後，流著眼淚說：「這上面其實什麼都沒有。參加極限體能王，是因為能夠和全明星戰友們並肩作戰，讓我感到非常快樂，如此而已。」
長野通常穿T恤和長褲來參賽（在7、8回時赤裸全身，11回時穿白色T-shirt和黑色長褲。16回的第二舞台之後，18回的第三舞台和25回的第一舞台穿黑色T-shirt和黑色褲子，在23回時因為第一次挑戰第一舞台在滑降飛抓時繩子被卡住了所以落水，第二次挑戰時就穿竹田敏浩的黑背心和自己的黑色褲子。）

## 歷屆SASUKE大會參賽成績
粗體和★代表最優秀成績者，（ ）內的數字代表當大會的背號。
例：（1-1）前面的數字代表舞臺，後面的數字代表關卡數。○內的符號代表當大會的名次
- 第7回大會  （87）　1-05 聳立高牆（時間到，畫面全剪）
- 第8回大會  （41）　1-05 聳立高牆（時間到）
- 第9回大會  （61）　3-17 地獄滑桿★ ①
- 第10回大會 （999）　1-04 跳躍懸吊
- 第11回大會 （96）　 Final-19 攀繩（時間到）★ ①
- 第12回大會 （100）　Final-19 攀繩（差0.11秒就能全破）★ ①
- 第13回大會 （100）　Final-19 攀繩（時間到）★ ①
- 第14回大會 （100）　3-20 飛躍鋼管 ②
- 第15回大會 （100）　2-14 旋轉鐵鍊 ⑦
- 第16回大會 （100）　3-22 惡魔鞦韆（不小心把地獄滑桿的桿子打走）③
- 第17回大會 （99）　 完全制霸（剩餘2.56秒，史上第二位完全制霸者）★ ①
- 第18回大會 （96）　 3-19 新巔峰戰士（2→3段，雙手抓到上緣部分犯規出局）★ ①
- 第19回大會 （100）  1-07 飛越大峽谷
- 第20回大會 （2000） 2-10 下坡跳躍 ③
- 第21回大會 （100）  3-23 滑行吊環（最後地點）★ ①
- 第22回大會 （100）  1-07 滑降飛抓
- 第23回大會 （100）  Final-25 攀繩（時間到，再多1秒就能全破）★ ①
- 第24回大會 （100）  1-04 蜘蛛跳躍（意外滑落出局）
- 第25回大會 （99）   1-07 鐵環滑降
- 第26回大會 （99）   1-04 蜘蛛跳躍（首度連續3回大會在第一舞台出局）
- 第27回大會 （100）  3-18 終極巔峰戰士（4→5段）⑤
- 第28回大會 （100）  1-05 二連聳立高牆（翻不過第二面牆）
- 第29回大會 （100）  1-05 二連聳立高牆（翻不過第二面牆，疑似大腿拉傷）
- 第30回大會 （2999） 2-09 鯉魚換面（3→4段失格）⑳
- 第31回大會 （98）   1-06 聳立高牆（時間到）
- 第32回大會 （100）  1-09 直壁攀爬（終點前時間到）（此回之後宣布退休）
- 第38回大會 （98）   1-05 馴龍高手落水
- 第40回大會 （3998） 1-07 二連聳立高牆（第二道牆時間到）
- 第41回大會 （96）   1-01 步步驚心落水

## 其它重要事件
- 2011年推出個人首張專輯[1]

## 外部連結
- 長野誠 （页面存档备份，存于） - 本人Twitter